# Zentralbank von Bosnien und Herzegowina
Die Zentralbank von Bosnien und Herzegowina (bosnisch Centralna banka Bosne i Hercegovine, kroatisch Središnja banka Bosne i Hercegovine, serbisch Централна банка Босне и Херцеговине, auch als CBBH/ЦББХ abgekürzt) ist die Zentralbank Bosniens und Herzegowinas mit Sitz in der Hauptstadt Sarajevo.
Zu ihren Aufgaben gehört die Herausgabe und Sicherung der nationalen Währung, der Konvertiblen Mark. Die Zentralbank wurde nach einem Gesetzesbeschluss vom 20. Juni 1997 gegründet und begann ihre Tätigkeit am 11. August desselben Jahres.
Die CBBH hat einen Hauptsitz, drei Großfilialen und zwei Zweigniederlassungen. Der Hauptsitz befindet sich in Sarajevo, die drei Großfilialen ebenfalls in Sarajevo, in Banja Luka und in Mostar. Zweigniederlassungen der Regionaldivisionen (CBBH Bosna und CBBH Republika Srpska) bestehen in Brčko und in Pale.
Die oberste Verwaltungsstruktur der Zentralbank besteht aus einem Gouverneur und drei Vizepräsidenten, die vom Gouverneur mit Zustimmung des Verwaltungsrates ernannt werden. Nach dem Gesetz über die Zentralbank Bosniens und Herzegowinas besteht der Verwaltungsrat aus fünf Personen, die über ein Sechs-Jahres-Mandat verfügen. Der Verwaltungsrat ernennt eines seiner Mitglieder als Gouverneur.
Am 30. September 2011 wurde ein achtzehnmonatiges Kooperationsprogramm zwischen der Europäischen Zentralbank und der Zentralbank von Bosnien und Herzegowina, das unter anderem eine Förderung der CBBH seitens der EZB von einer Million Euro umfasst, erfolgreich abgeschlossen.

## Gouverneure
- Peter Nicholl (20. Juni 1997 – 31. Dezember 2004)
- Kemal Kozarić (1. Januar 2005 – 11. August 2015)
- Senad Softić (11. August 2015 – 3. Januar 2024)
- Jasmina Selimović (3. Januar 2024 – heute)